# Василев (Киевская область)
Василе́в (укр. Василі́в) — село, входит в Белоцерковский район Киевской области Украины.
Население по переписи 2001 года составляло 335 человек. Телефонный код — .

## Местный совет
09141, Киевская обл., Белоцерковский р-н, с. Василев, ул. Ленина, 8